# Game Freak
Game Freak Inc. (株式会社ゲームフリーク Kabushiki gaisha Gēmu Furīku) hay tên kiểu chính thức GAME FREAK inc. và GAMEFREAK inc., là một nhà phát triển trò chơi điện tử Nhật Bản hiện cho Nintendo. Đây là nhà phát triển của trò chơi nhập vai Pokémon.

## Lịch sử

The covers of several issues of Game Freak

Ban đầu Game Freak tự xuất bản các tạp chí trò chơi do Tajiri Satoshi, và Sugimori Ken tạo ra trong thập niên 1980. Tajiri đã viết và biên tập các văn bản còn Sugimori minh họa.Vào ngày 26 tháng 4 năm 1989, Tajiri và Sugimori bắt đầu phát triển công ty trò chơi điện tử. Một trong những trò chơi đầu tiên của Game Freak là trò chơi FamicomQuinty, được phát hành ở Bắc Mỹ dưới tên Mendel Palace., Pokémon (ポケモン Pokemon) hay Pocket Monsters (ポケットモンスター Poketto Monsutā) là trò chơi nổi tiếng nhất được phát hành bởi Nintendo ở Nhật Bản Bắc Mỹ và châu Âu.

## Trò chơi được phát triển

### Android
- Solitiba (2014, tự xuất bản)

### Game Boy
- Yoshi (Mario & Yoshi ở châu Âu và Úc) (1991, Nintendo)
- Nontan to Issho! Kuru-Kuru Puzzle (1994, Victor Interactive)
- Pocket Monsters: Red & Green (1996, Nintendo)
- Pocket Monsters: Blue (1996, Nintendo)
- Pokémon Red and Blue (1996, Nintendo)
- Pokémon Yellow: Special Pikachu Edition (1998, Nintendo)

### Game Boy Color
- Pokémon Gold Version and Silver Version (1999, Nintendo)
- Pokémon Crystal Version (2000, Nintendo)

### Game Boy Advance
- Pokémon Ruby Version and Sapphire Version (2002, Nintendo)
- Pokémon FireRed Version and LeafGreen Version (2004, Nintendo)
- Pokémon Emerald Version (2005, Nintendo)
- Drill Dozer (2005, Nintendo)

### iOS
- Solitiba (2014, tự xuất bản)

### Nintendo DS
- Pokémon Diamond Version and Pearl Version (2006, Nintendo)
- Pokémon Platinum Version (2009, Nintendo)
- Pokémon HeartGold Version and SoulSilver Version (2010, Nintendo)
- Pokémon Black Version and White Version (2010, Nintendo)
- Pokémon Black Version 2 and White Version 2 (2012, Nintendo)

### Nintendo 3DS
- HarmoKnight (2012, Nintendo)
- Solitiba (2013, tự xuất bản)
- Pokémon X and Y (2013, Nintendo)
- Pokémon Omega Ruby and Alpha Sapphire (2014, Nintendo)
- Pokémon Sun and Moon (2016, Nintendo)
- Pokémon Ultra Sun and Ultra Moon (2017, Nintendo)

### Nintendo Switch
- Pokémon Sword and Shield (2019, Nintendo)
- Pokémon Scarlet and Violet (2022, Nintendo)

### PlayStation
- Click Medic (1999, Sony)

### PlayStation 4
- Tembo the Badass Elephant (2015, Sega)

### Family Computer/Nintendo Entertainment System
- Yoshi (Mario & Yoshi ở châu Âu và Úc) (1991, Nintendo)
- Mendel Palace/Quinty (1989) Namco (Nhật Bản), (1990) Hudson Soft (Hoa Kỳ)

### Super Famicom/Super Nintendo Entertainment System
- BUSHI Seiryūden: Futari no Yūsha (1997, T&E Soft)
- Mario & Wario (1993, Nintendo)
- Smart Ball / Jerry Boy (1991, Sony)
- Smart Ball 2 / Jerry Boy 2 (1994, Sony)
- Nontan to Issho: Kuru Kuru Puzzle (1994, Victor Interactive)

### PC
- Tembo the Badass Elephant (2015, Sega)

### PC Engine
- Bazaar de Gosāru no Game de Gosāru (1996, NEC)

### Sega Mega Drive
- Magical Tarurūto-kun (1992, Sega)
- Pulseman (1994, Sega)
- Throbulon (The 90's, WayForward)

### Xbox One
- Tembo the Badass Elephant (2015, Sega)